# رونالد هاروود
رونالد هاروود (انگلیسی: Ronald Harwood؛ زادهٔ ۹ نوامبر ۱۹۳۴ – درگذشته ۸ سپتامبر ۲۰۲۰) نویسنده، فیلم‌نامه‌نویس و نمایشنامه‌نویس اهل آفریقای جنوبی بود. وی از سال ۱۹۶۰ میلادی تا سال ۲۰۱۵ مشغول فعالیت بود.
معروف‌ترین اثر هاروود، نگارش فیلمنامه پیانیست بود.

## فیلم‌نامه
- باد سخت در جامائیکا (۱۹۶۵)
- یک روز از زندگی ایوان دنیسویچ (۱۹۷۱)
- عملیات سپیده‌دم (۱۹۷۵)
- جانبداری (۲۰۰۱)
- پیانیست (۲۰۰۲)
- جولیا بودن (۲۰۰۴)
- الیور توئیست (۲۰۰۵)
- عشق سال‌های وبا (۲۰۰۷)
- لباس غواصی و پروانه (۲۰۰۷)
- استرالیا (۲۰۰۸)